# بیل وارن
بیل وارن (انگلیسی: Bill Warren; ۲۶ آوریل ۱۹۴۳ – ۷ اکتبر ۲۰۱۶) منتقد فیلم و تاریخ‌نویس سینما، اهل ایالات متحده آمریکا بود.